# Trachyandra giffenii
Trachyandra giffenii är en grästrädsväxtart som först beskrevs av Frances Margaret Leighton, och fick sitt nu gällande namn av Anna Amelia Obermeyer. Trachyandra giffenii ingår i släktet Trachyandra och familjen grästrädsväxter. Inga underarter finns listade i Catalogue of Life.